# Hélène Giraud

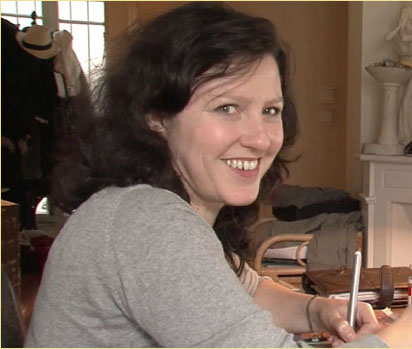
Hélène Giraud

Hélène Giraud (* 1970 in Paris) ist eine französische Filmregisseurin und Artdirectorin.

## Leben
Hélène Giraud ist die Tochter des Comic-Künstlers Jean Giraud und wurde an der Pariser Hochschule École supérieure des arts et techniques ausgebildet. Anfang der 1990er Jahre wurde sie dann als Hintergrund-Malerin für Zeichentrickfilme und Artdirectorin bei Computerspielen tätig. 2006 schuf sie mit Thomas Szabo die Animations-Kurzfilmserie Minuscule für France 2, der 2012 eine zweite Staffel folgte. 2013 und 2018 erschienen als Die Winzlinge Spielfilme mit den Animations-Tieren. Für den Erstlingsfilm Die Winzlinge – Operation Zuckerdose wurde Giraud mit einem César für den Besten Animationsfilm ausgezeichnet und für den Europäischen Filmpreis nominiert.

## Filmografie (Auswahl)
- 2006–2012: Minuscule (Kurzfilmserie, 176 Folgen)
- 2013: Die Winzlinge – Operation Zuckerdose (Minuscule : La Vallée des fourmis perdues)
- 2018: Die Winzlinge – Abenteuer in der Karibik (Minuscule 2 : Les Mandibules du bout du monde)